# Concerto pour une voix
Concerto pour une voix est un album composé par Saint-Preux en 1969.
Il s'articule autour de la pièce musicale éponyme qui fit connaître son jeune compositeur, alors âgé seulement de 20 ans, mais aussi la chanteuse Danielle Licari.
D'autres pièces musicales moins connues, mais faisant appel à des solistes renommés de l'époque tels que Pierre Thibaud ou Michel Plockyn, complètent le titre phare de l'album.

## Histoire
Saint-Preux compose son plus grand succès, le Concerto pour une voix, en Pologne, après avoir été applaudi par les critiques au Sopot Festival, en août 1969, pour La Valse de l'enfance, pour laquelle il dirigeait l'orchestre symphonique[Lequel ?].
Quand Saint-Preux rentre en France, René Boyer, chef du label de musique Fantasia, enregistre le Concerto pour la première fois. Danielle Licari le chante en utilisant une technique vocale similaire au scat singing du jazz. L'enregistrement, sorti par le label Disc'AZ en 1969, sera la force motrice du début des carrières du compositeur et de la chanteuse. Plus de 3 000 000 de disques sont vendus en France en quelques semaines et depuis plus de 30 millions d'exemplaires à travers le monde.
Le 22 août 1970, le Concerto est la dixième chanson la plus jouée de la semaine au Mexique et la vingtième au Japon. Il devient ensuite disque d'or et remporte l'"Oscar" japonais de la meilleure chanson originale. Dalida enregistre également la chanson qui fera l'objet de son dernier 45 tours pour la maison de disques Barclay.
Depuis sa sortie, le Concerto a été enregistré par de nombreux musiciens dont Maxim Saury, Caravelli, Aimable et Raymond Lefèvre. Un extrait de la version originale est présent sur l'album The Carnival de Wyclef Jean en 1997 et la chanson est aussi jouée lors de la tournée In Wonderland d'André Rieu en 2007-2008. Au Rieu Show, Concerto pour une voix est chanté par une femme accompagnée d'un orchestre, habillée comme un ange.
Le Concerto apparait dans plusieurs films : 
- Ni pour ni contre (bien au contraire) de Klapisch, 2003

En 2005, Saint-Preux adapte Concerto pour une voix pour deux chanteurs. Concerto pour deux voix est enregistré en 2005 par Clémence – fille de l'auteur – et Jean-Baptiste Maunier qui a joué dans le film Les Choristes.

## Titres
| No  | Titre                  | Soliste                    | Durée |
| --- | ---------------------- | -------------------------- | ----- |
| 1.  | Concerto pour une voix | Danielle Licari (voix)     | 4:02  |
| 2.  | Prélude pour piano     | Saint Preux (piano)        | 2:31  |
| 3.  | Andante pour trompette | Pierre Thibaud (trompette) | 3:13  |
| 4.  | Concerto pour piano    | Saint Preux (piano)        | 2:39  |
| 5.  | Adagio pour trompette  | Pierre Thibaud (trompette) | 3:41  |
| 6.  | Divertissement         | Michel Plockyn (flûte)     | 2:08  |
| 7.  | Variations             |                            | 2:31  |
| 8.  | Sonate vendéenne       |                            | 1:52  |
| 9.  | Allegro                | Saint Preux (piano)        | 2:37  |
| 10. | Harmonies              |                            | 2:22  |
| 11. | Impromptu              | Saint Preux (piano)        | 2:13  |